# قطب العمل

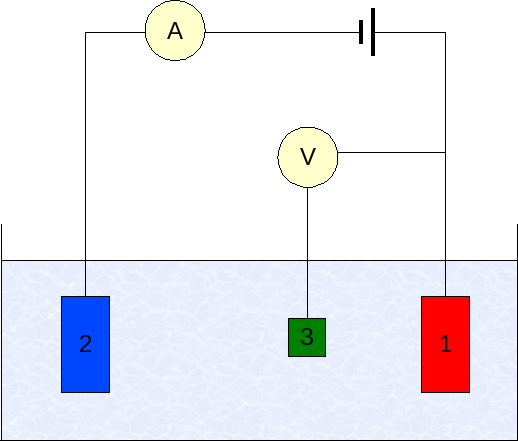
خلية كهروكيميائية ثلاثية الاقطاب. 1) قطب العمل، 2)القطب المساعد، 3) القطب المرجعي القياسي

قطب العمل أو مسرى العمل أو القطب العامل هو القطب في النظام الكهروكيميائي الذي تحدث على سطحه عمليات الاكسدة والاختزال أو التفاعلات قيد الدراسة. غالبًا ما يستخدم قطب العمل بالاقتران مع قطب كهربائي إضافي يسمى القطب المساعد، وقطب مرجعي في نظام ثلاثة أقطاب كهربائية. اعتمادًا على التفاعل الحاصل على قطب العمل هل هو اختزال أم أكسدة، يسمى القطب العامل كاثوديًا أم أنوديك، على التوالي. يمكن أن تتكون أقطاب العمل الشائعة من مواد صلبة من معادن خاملة مثل الذهب أو الفضة أو البلاتين، أو الكربون الغرافيتي أو الكربون الزجاجي، والماس المغطى بالبورون أو الكربون الانحلال الحراري، وكذا الأغشية. ويمكن ان تكون سائلة مثل حالة قطب الزئبق. يتم أيضا استخدام الأقطاب الكهربائية المعدلة كيميائيًا لتحليل العينات العضوية ولا عضوية.

## أنواع خاصة
- قطب ميكروي (UME)
- قطب القرص الدوار (RDE)[5]
- قطب قرص دائري دوار (RRDE)
- قطب قطرة الزئبق المعلقة (HMDE)
- قطب الزئبق المتقاطر (DME)[6][7]